# Mesamia tarbela
Mesamia tarbela är en insektsart som beskrevs av Ball 1931. Mesamia tarbela ingår i släktet Mesamia och familjen dvärgstritar. Inga underarter finns listade i Catalogue of Life.